# Aron Burton
Aron Burton, (Senatobia, 1938. június 15. – Chicago, 2016. február 29.) amerikai blueszenész, basszusgitáros, énekes.

## Pályafutása
Burton számos helyi gyülekezetben énekelt, és unokatestvérével testvérével zenekart alapított (Victory Traveller). 1955-ben költözött Chicagóba. Zenei karrierje a következő évben kezdődött, amikor Freddie Kinget mellett basszusgitáron játszott.
King később megvásárolta Burton első basszusgitárját.
Burton 1961 és 1965 között az Egyesült Államok hadseregében szolgált. Leszerelése után a Baby Huey & the Babysitters együttesben szerepelt. Junior Wellsszel turnézott 1969 és 1972 között. Aztán Fenton Robinsonnál talált munkát.
Közreműködött George „Wild Child” Butler, Jackie Ross, Andrew „Blueblood” McMahon és Carey Bell felvételein. Felvett egy szóló kislemezt is. 1978-ban csatlakozott testvéréhez Larryhez Albert Collins zenekarában, és jétszott Collins Grammy-díjra jelölt Ice Pickin' albumán. Collinsszal turnézott is, mielőtt az 1980-as évek elején elhagyta együttesét.
Közben húsz éven át kertészként dolgozott a Garfield Park Conservatoryban. Aztán James Cottonnal, Johnny Littlejohnnal és Fenton Robinsonnal talált munkát.
Az 1980-as évek végén egy egy időre Európába költözött. Ottléte alatt felvette a „Usual Dangerous Guy”-t Jack Dupree zongorakíséretével.
Az 1990-es évek elején Burton visszatért Chicagóba. Az Earwig Records kiadta a Past, Present, & Future (1993) című válogatásalbumot, amely 1986 és 1993 között Európában és az Egyesült Államokban készült felvételek gyűjteménye. 1994-ben szerepelt a Chicago Blues Fesztiválon, ahol Liz Mandeville énekelt. Énekelt Burton élő albumának néhány számán is, amelyet Buddy Guy klubjában rögzítettek. A következő évben Burton és testvére a Chicago Blues Fesztiválon játszott. 1999-ben a Good Blues to You című albuma jelent meg.
Hosszú pályafutása során Freddie King, Albert Collins és Junior Wells mellett számos szólóalbumot adott ki, köztük a "Good Blues to You"-t (Delmark Records, 1999).
Aron Burton 2016. február 29-én Chicagóban halt meg szívbetegségben és cukorbetegségben.

## Albumok
- 1993: Past, Present, Future
- 1996: Aron Burton Live
- 1999: Good Blues to You
- 2001: The Cologne Sessions

### Másokkal
(válogatás)
- Lickin' Gravy, km.: George „Wild Child” Butler, 1976
- Heartaches and Pain, km.: Carey Bell, 1977
- Ice pickin km.: Albert Collins, 1978
- High Compression, km.: James Cotton, 1984
- Nightflight km.: Fenton Robinson, 1984
- Million Dollar, km.: Valerie Wellington, 1984
- Daddy, When Is Mama Comin' Home, km.: Big Jack Johnson, 1991
- Delta Bluesman, km.: David „Honeyboy” Edwards, 1992
- Boogie My Blues Away, km.: Eddy Clearwater, 1995
- Chicago Blues Session!, km.: Willie Mabon, 1995
- Dream, km.: John Littlejohn, 1995
- You're Gonna Miss Me km.: Ann Sexton, 1995
- Look at Me, km.: Liz Mandeville, 1996
- Live in Chicago, km.: Big Jack Johnson, 1997
- Cool Blue, km.: Christian Rannenberg, 2000
- Way Things Go, km.: Cleveland Fats, 2006

## Díjak
- Négyszer jelölték Blues Music Award-ra „Blues Instrumentalist” kategóriában.

## Fordítás
Ez a szócikk részben vagy egészben  az   Aron Burton című angol Wikipédia-szócikk ezen változatának fordításán alapul.  Az eredeti cikk szerkesztőit annak laptörténete sorolja fel. Ez a jelzés csupán a megfogalmazás eredetét és a szerzői jogokat jelzi, nem szolgál a cikkben szereplő információk forrásmegjelöléseként.